# Dublet (piłka nożna)
Dublet (tzw. podwójna korona) – termin w piłce nożnej, oznaczający zdobycie mistrzostwa i pucharu kraju w tym samym sezonie. Pierwszym zespołem, który tego dokonał był Preston North End w 1889 roku, wygrywając Puchar Anglii oraz The Football League.

## Historia dubletów na świecie

### Algieria
| Nazwa klubu   | Liczba zwycięstw | Lata triumfów     |
| ------------- | ---------------- | ----------------- |
| CR Belouizdad | 3                | 1966, 1969 i 1970 |
| ES Sétif      | 2                | 1967, 2012        |
| JS Kabylie    | 2                | 1977, 1986        |
| MC Algier     | 1                | 1976              |
| USM Alger     | 1                | 2003              |

### Austria
| Nazwa klubu       | Liczba zwycięstw | Lata triumfów                                               |
| ----------------- | ---------------- | ----------------------------------------------------------- |
| Austria Wiedeń    | 10               | 1924, 1926, 1949, 1962, 1963, 1980, 1986, 1992, 2003 i 2006 |
| Red Bull Salzburg | 9                | 2012, 2014, 2015, 2016, 2017, 2019, 2020, 2021 i 2022       |
| Rapid Wiedeń      | 6                | 1919, 1920, 1946, 1968, 1983 i 1987                         |
| Admira Wacker     | 5                | 1928, 1932, 1934, 1947 i 1966                               |
| Wacker Innsbruck  | 2                | 1973, 1975                                                  |
| Sturm Graz        | 2                | 1999, 2024                                                  |
| LASK Linz         | 1                | 1965                                                        |
| Swarovski Tirol   | 1                | 1989                                                        |
| Grazer AK         | 1                | 2004                                                        |

### Anglia
| Nazwa klubu       | Liczba zwycięstw | Lata triumfów     |
| ----------------- | ---------------- | ----------------- |
| Manchester United | 3                | 1994, 1996 i 1999 |
| Arsenal           | 3                | 1971, 1998 i 2002 |
| Manchester City   | 2                | 2019, 2023        |
| Preston North End | 1                | 1889              |
| Aston Villa       | 1                | 1897              |
| Tottenham Hotspur | 1                | 1961              |
| Liverpool         | 1                | 1986              |
| Chelsea           | 1                | 2010              |

### Argentyna
Boca Juniors to jedyny zespół, który zdobył tytuł mistrza argentyńskiej ekstraklasy oraz puchar kraju w roku 1969, 2015 i 2020.

### /Armenia
Przed rozpadem Związku Radzieckiego ormiańskie kluby należały do ligi radzieckiej. Ararat Erywań to jeden z dwóch zespołów nie pochodzących z Rosji, które zdobyły radziecki dublet. Drużyna ta zdobyła podwójną koronę także po odzyskaniu niepodległości przez Armenię w roku 1993.

### Belgia
| Nazwa klubu          | Liczba zwycięstw | Lata triumfów     |
| -------------------- | ---------------- | ----------------- |
| RSC Anderlecht       | 3                | 1965, 1972 i 1994 |
| Club Brugge          | 2                | 1977, 1996        |
| Cercle Brugge        | 1                | 1927              |
| Union Saint-Gilloise | 1                | 1913              |

### Boliwia
Club Bolivar to jedyny zespół w tym kraju, który triumfował zarówno w ekstraklasie i pucharze kraju w 2009 roku.

### Bośnia i Hercegowina
| Nazwa klubu     | Liczba zwycięstw | Lata triumfów |
| --------------- | ---------------- | ------------- |
| Čelik Zenica    | 2                | 1995, 1996    |
| FK Željezničar  | 2                | 2001, 2012    |
| FK Sarajevo     | 1                | 2019          |
| Zrinjski Mostar | 1                | 2023          |

### Brazylia
W Brazylii, ze względu na problemy komunikacyjne w tak rozległym kraju, aż do 1971 roku nie istniała ogólnokrajowa liga piłkarska. Tylko Cruzeiro w 2003 i Atlético Mineiro w 2021 roku zdołały osiągnąć triumf zarówno w Campeonato Brasileiro Série A i Copa do Brasil. W tym samym roku drużyny te wygrała stanowe rozgrywki Campeonato Mineiro, co jest równoznaczne ze zdobyciem potrójnej korony.

### Chile
| Nazwa klubu               | Liczba zwycięstw | Lata triumfów           |
| ------------------------- | ---------------- | ----------------------- |
| CSD Colo-Colo             | 4                | 1981, 1989, 1990 i 1996 |
| Club Universidad de Chile | 1                | 2000                    |

### Chorwacja
| Nazwa klubu    | Liczba zwycięstw | Lata triumfów                                                                |
| -------------- | ---------------- | ---------------------------------------------------------------------------- |
| Dinamo Zagrzeb | 13               | 1996, 1997, 1998, 2007, 2008, 2009, 2011, 2012, 2015, 2016, 2018, 2021, 2024 |
| Hajduk Split   | 1                | 1995                                                                         |
| HNK Rijeka     | 1                | 2017                                                                         |

Hajduk Split zdobył również podwójną koronę Jugosławii w 1974 roku.

### Czarnogóra
| Nazwa klubu         | Liczba zwycięstw | Lata triumfów |
| ------------------- | ---------------- | ------------- |
| Rudar Pljevlja      | 1                | 2010          |
| Budućnost Podgorica | 1                | 2021          |

### Czechy
| Nazwa klubu  | Liczba zwycięstw | Lata triumfów                       |
| ------------ | ---------------- | ----------------------------------- |
| Sparta Praga | 6                | 1984, 1988, 1989, 2007, 2014 i 2024 |
| Dukla Praga  | 2                | 1961, 1966                          |
| Slavia Praga | 2                | 2019, 2021                          |

### Dania
| Nazwa klubu  | Liczba zwycięstw | Lata triumfów                 |
| ------------ | ---------------- | ----------------------------- |
| FC København | 5                | 2004, 2009, 2016, 2017 i 2023 |
| Aarhus GF    | 3                | 1955, 1957 i 1960             |
| Vejle BK     | 2                | 1958, 1972                    |
| Brøndby IF   | 2                | 1998, 2005                    |
| Aalborg BK   | 1                | 2014                          |

### Estonia
| Nazwa klubu | Liczba zwycięstw | Lata triumfów                       |
| ----------- | ---------------- | ----------------------------------- |
| Levadia     | 6                | 1999, 2000, 2004, 2007, 2014 i 2021 |
| Flora       | 4                | 1995, 1998, 2011 i 2020             |

### Finlandia
| Nazwa klubu    | Liczba zwycięstw | Lata triumfów                       |
| -------------- | ---------------- | ----------------------------------- |
| HJK Helsinki   | 6                | 1981, 2003, 2011, 2014, 2017 i 2020 |
| Haka           | 2                | 1960, 1977                          |
| Tampere United | 1                | 2007                                |

### Francja
| Nazwa klubu         | Liczba zwycięstw | Lata triumfów                 |
| ------------------- | ---------------- | ----------------------------- |
| Paris Saint-Germain | 5                | 2015, 2016, 2018, 2020 i 2024 |
| Saint-Étienne       | 4                | 1968, 1970, 1974 i 1975       |
| Olympique Marsylia  | 2                | 1972, 1989                    |
| Lille               | 2                | 1946, 2011                    |
| FC Sète             | 1                | 1934                          |
| RC Paryż            | 1                | 1936                          |
| OGC Nice            | 1                | 1952                          |
| Stade de Reims      | 1                | 1958                          |
| AS Monaco           | 1                | 1963                          |
| Girondins Bordeaux  | 1                | 1987                          |
| AJ Auxerre          | 1                | 1996                          |
| Olympique Lyon      | 1                | 2008                          |

### Gibraltar
| Nazwa klubu      | Liczba zwycięstw | Lata triumfów                                                                                               |
| ---------------- | ---------------- | --- |
| Lincoln Red Imps | 18               | 1986, 1990, 1993, 1994, 2004, 2005, 2006, 2007, 2008, 2009, 2010, 2011, 2014, 2015, 2016, 2021, 2022 i 2024 |
| Glacis United    | 3                | 1981, 1982 i 1997                                                                                           |
| Europa FC        | 3                | 1938, 1952 i 2017                                                                                           |
| Manchester 62    | 2                | 1977, 1980                                                                                                  |
| Britannia XI     | 1                | 1937 |
| Gibraltar United | 1                | 1947 |
| St Joseph’s      | 1                | 1996 |

### Grecja
W Grecji dublet można osiągnąć poprzez zwycięstwa w Super Lidze oraz Pucharze Grecji. Do tej pory udało się to tylko czterem zespołom.
| Nazwa klubu   | Liczba zwycięstw | Lata triumfów                                                                                               |
| ------------- | ---------------- | --- |
| Olympiakos    | 18               | 1947, 1951, 1954, 1957, 1958, 1959, 1973, 1975, 1981, 1999, 2005, 2006, 2008, 2009, 2012, 2013, 2015 i 2020 |
| Panathinaikos | 8                | 1969, 1977, 1984, 1986, 1991, 1995, 2004 i 2010                                                             |
| AEK Ateny     | 3                | 1939, 1978 i 2023                                                                                           |
| PAOK FC       | 1                | 2019 |

### Hiszpania
Cztery zespoły hiszpańskie zdołały osiągnąć dublet – zwycięstwo Primera División i Pucharze Króla, lecz tylko Barcelonie udało się dwa razy zdobyć potrójną koronę w 2009 i 2015 roku, dzięki wygranej w Lidze Mistrzów.
| Nazwa klubu     | Liczba zwycięstw | Lata triumfów                                   |
| --------------- | ---------------- | ----------------------------------------------- |
| FC Barcelona    | 8                | 1952, 1953, 1959, 1998, 2009, 2015, 2016 i 2018 |
| Athletic Bilbao | 5                | 1930, 1931, 1943, 1956 i 1984                   |
| Real Madryt     | 4                | 1962, 1975, 1980 i 1989                         |
| Atlético Madryt | 1                | 1996                                            |

### Holandia
| Nazwa klubu         | Liczba zwycięstw | Lata triumfów                                         |
| ------------------- | ---------------- | ----------------------------------------------------- |
| AFC Ajax            | 9                | 1967, 1970, 1972, 1979, 1983, 1998, 2002, 2019 i 2021 |
| PSV Eindhoven       | 4                | 1976, 1988, 1989 i 2005                               |
| Feyenoord Rotterdam | 3                | 1965, 1969 i 1984                                     |
| RAP Amsterdam       | 1                | 1899                                                  |
| HW Den Haag         | 1                | 1903                                                  |
| AZ Alkmaar          | 1                | 1981                                                  |

### Iran
Tylko dwa kluby irańskie – Saipa (1994) oraz Persepolis (1999 i 2019) zdobyły dublet, tj. osiągnęły tytuł mistrza tamtejszej ekstraklasy oraz wygrały rozgrywki pucharu o nazwie Hazfi Cup.

### Irlandia
| Nazwa klubu     | Liczba zwycięstw | Lata triumfów                       |
| --------------- | ---------------- | ----------------------------------- |
| Shamrock Rovers | 6                | 1925, 1932, 1964, 1985, 1986 i 1987 |
| Dundalk         | 4                | 1979, 1988, 2015 i 2018             |
| Bohemians       | 3                | 1928, 2001 i 2008                   |
| St James’s Gate | 1                | 1922                                |
| Cork United     | 1                | 1942                                |
| Cork Athletic   | 1                | 1951                                |
| Derry City      | 1                | 1989                                |
| Shelbourne      | 1                | 2000                                |
| Cork City       | 1                | 2017                                |

### Irlandia Północna
| Nazwa klubu        | Liczba zwycięstw | Lata triumfów |
| ------------------ | ---------------- | --- |
| Linfield           | 25               | 1891, 1892, 1893, 1895, 1898, 1902, 1904, 1922, 1923, 1930, 1934, 1950, 1962, 1978, 1980, 1982, 1994, 2006, 2007, 2008, 2010, 2011, 2012, 2017 i 2021 |
| Belfast Celtic     | 3                | 1926, 1937 i 1938 |
| Glentoran          | 3                | 1921, 1951 i 1988 |
| Lisburn Distillery | 2                | 1896, 1903 |
| Queen’s Island     | 1                | 1924 |
| Glenavon           | 1                | 1957 |
| Portadown          | 1                | 1991 |

### Izrael
| Nazwa klubu       | Liczba zwycięstw | Lata triumfów                             |
| ----------------- | ---------------- | ----------------------------------------- |
| Maccabi Tel Awiw  | 7                | 1947, 1954, 1958, 1970, 1977, 1996 i 2015 |
| Hapoel Tel Awiw   | 4                | 1934, 1938, 2000 i 2010                   |
| Brytyjska Policja | 1                | 1932                                      |
| Maccabi Netanja   | 1                | 1978                                      |
| Maccabi Hajfa     | 1                | 1991                                      |
| Beitar Jerozolima | 1                | 2008                                      |

### Japonia
W Japonii, dublet można zdobyć poprzez triumf w ekstraklasie (do sezonu 1991–1992 była to Japan Soccer League) i zdobycie Pucharu Cesarza lub Pucharu Ligi. Za dublet uznawane jest także zwycięstwo w drugiej lidze oraz zdobycie Pucharu Cesarza.
Mistrzostwo kraju i Puchar Cesarza
| Nazwa klubu         | Liczba zwycięstw | Lata triumfów     |
| ------------------- | ---------------- | ----------------- |
| Urawa Red Diamonds  | 3                | 1973, 1978 i 2006 |
| Kashima Antlers     | 3                | 2000, 2007 i 2016 |
| Sanfrecce Hiroszima | 2                | 1965, 1967        |
| Shonan Bellmare     | 2                | 1977, 1979        |
| Tokyo Verdy         | 2                | 1984, 1987        |
| Kashiwa Reysol      | 1                | 1972              |
| Cerezo Osaka        | 1                | 1974              |
| JEF United Chiba    | 1                | 1976              |
| Yokohama F. Marinos | 1                | 1989              |
| Gamba Osaka         | 1                | 2014              |
| Kawasaki Frontale   | 1                | 2020              |

Mistrzostwo kraju i Puchar Ligi
| Nazwa klubu         | Liczba zwycięstw | Lata triumfów           |
| ------------------- | ---------------- | ----------------------- |
| Tokyo Verdy         | 4                | 1991, 1992, 1993 i 1994 |
| Yokohama F. Marinos | 2                | 1989, 1990              |
| Urawa Red Diamonds  | 1                | 1978                    |
| JEF United Chiba    | 1                | 1986                    |
| Kashima Antlers     | 1                | 2000                    |
| Gamba Osaka         | 1                | 2014                    |

(Poza Tokyo Verdy osiągnięcia wszystkich klubów składają się na przynajmniej jedną potrójną koronę. Puchar Ligi nie rozgrywał się w latach 1974, 1975 oraz 1995.)
Mistrzostwo drugiej ligi i Puchar Cesarza
| Nazwa klubu  | Liczba zwycięstw | Lata triumfów |
| ------------ | ---------------- | ------------- |
| NKK S.C.     | 1                | 1981          |
| Júbilo Iwata | 1                | 1982          |
| FC Tokyo     | 1                | 2011          |

### Kolumbia
Millonarios FC jest pierwszym kolumbijskim zespołem, który zwyciężył w Categoría Primera A oraz w Copa Colombia dwa razy – w latach 1953 oraz 1963. Atlético Nacional stał się drugim klubem w Kolumbii, który zwyciężył w Categoría Primera A oraz w Copa Colombia – dokonał tego w 2013.

### Luksemburg
Na dublet w Luksemburgu składa się ligowe mistrzostwo w Nationaldivisioun i zwycięstwo w Pucharze Luksemburga. Zazwyczaj luksemburskie drużyny bardzo szybko odpadają w europejskich pucharach, w związku z czym zdobycie dubletu jest cennym osiągnięciem. W 86-letniej historii krajowego pucharu, podwójna korona padła łupem dziewięciu różnych zespołów 27 razy.
| Nazwa klubu          | Liczba zwycięstw | Lata triumfów                                   |
| -------------------- | ---------------- | ----------------------------------------------- |
| Jeunesse Esch        | 8                | 1937, 1954, 1973, 1974, 1976, 1988, 1997 i 1999 |
| F91 Dudelange        | 8                | 1948, 2006, 2007, 2009, 2012, 2016, 2017 i 2019 |
| Red Boys Differdange | 3                | 1926, 1931 i 1979                               |
| Avenir Beggen        | 3                | 1984, 1993 i 1994                               |
| Fola Esch            | 1                | 1923                                            |
| Spora Luksemburg     | 1                | 1928                                            |
| Progrès Niedercorn   | 1                | 1978                                            |
| Union Luxembourg     | 1                | 1991                                            |
| CS Grevenmacher      | 1                | 2003                                            |

### Mołdawia
| Nazwa klubu      | Liczba zwycięstw | Lata triumfów                                   |
| ---------------- | ---------------- | ----------------------------------------------- |
| Sheriff Tyraspol | 8                | 2001, 2002, 2006, 2008, 2009, 2010, 2017 i 2022 |
| Zimbru Kiszyniów | 1                | 1998                                            |

### Niemcy
| Nazwa klubu       | Liczba zwycięstw | Lata triumfów                                                                 |
| ----------------- | ---------------- | ----------------------------------------------------------------------------- |
| Bayern Monachium  | 13               | 1969, 1986, 2000, 2003, 2005, 2006, 2008, 2010, 2013, 2014, 2016, 2019 i 2020 |
| FC Köln           | 1                | 1978                                                                          |
| Werder Brema      | 1                | 2004                                                                          |
| Borussia Dortmund | 1                | 2012                                                                          |
| Bayer Leverkusen  | 1                | 2024                                                                          |

#### NRD
Po II wojnie światowej, na terenach radzieckiej strefy okupacyjnej utworzono Wschodnioniemiecki Związek Piłki Nożnej, a najwyższą klasą rozgrywkową była DDR-Oberliga, odbywająca się w latach 1947–1991, z wyłączeniem sezonu 1960–1961. Puchar NRD nosił nazwę FDGB-Pokal (niem. Freier Deutscher Gewerkschaftsbund Pokal) i był rozgrywany od roku 1949, z wyłączeniem sezonów 1950–1951, 1952–1953 oraz 1960–1961. Dublet w NRD zdobyły trzy drużyny:
| Nazwa klubu   | Liczba zwycięstw | Lata triumfów     |
| ------------- | ---------------- | ----------------- |
| Dynamo Drezno | 3                | 1971, 1977 i 1990 |
| Dynamo Berlin | 1                | 1988              |
| Hansa Rostock | 1                | 1991              |

Od czasu Zjednoczenia Niemiec żaden klub z byłego NRD nie zdobył tytułu mistrza Bundesligi, ani nie triumfował w Pucharze Niemiec.

### Norwegia
| Nazwa klubu     | Liczba zwycięstw | Lata triumfów                                               |
| --------------- | ---------------- | ----------------------------------------------------------- |
| Rosenborg BK    | 10               | 1971, 1988, 1990, 1992, 1995, 1999, 2003, 2015, 2016 i 2018 |
| Fredrikstad FK  | 3                | 1938, 1957 i 1961                                           |
| Lyn Fotball     | 1                | 1968                                                        |
| Strømsgodset IF | 1                | 1970                                                        |
| Lillestrøm SK   | 1                | 1977                                                        |
| Viking FK       | 1                | 1979                                                        |
| Molde FK        | 1                | 2014                                                        |

### Polska
W Polsce za dublet uważa się mistrzostwo w Ekstraklasie oraz zdobycie Pucharu Polski. Jako jedyna, Legia Warszawa zdobyła potrójną koronę w 1994 roku, zwyciężając ponadto w Superpucharze, powtarzając ten wyczyn w 2013 roku.
| Nazwa klubu    | Liczba zwycięstw | Lata triumfów                             |
| -------------- | ---------------- | ----------------------------------------- |
| Legia Warszawa | 7                | 1955, 1956, 1994, 1995, 2013, 2016 i 2018 |
| Górnik Zabrze  | 3                | 1965, 1971 i 1972                         |
| Ruch Chorzów   | 1                | 1974                                      |
| Lech Poznań    | 1                | 1984                                      |
| Wisła Kraków   | 1                | 2003                                      |

### Portugalia
W Portugalii dublet to Dobradihna i można go osiągnąć poprzez zdobycie mistrzostwa w Primeira Liga oraz triumfu w Pucharze Portugalii. Udało się to tylko trzem zespołom, które niejednokrotnie zdobywały w jednym roku trzy, a nawet cztery tytuły mistrzowskie.
| Nazwa klubu | Liczba zwycięstw | Lata triumfów                                                     |
| ----------- | ---------------- | ----------------------------------------------------------------- |
| SL Benfica  | 11               | 1943, 1955, 1957, 1964, 1969, 1972, 1981, 1983, 1987, 2014 i 2017 |
| FC Porto    | 9                | 1956, 1988, 1998, 2003, 2006, 2009, 2011, 2020 i 2022             |
| Sporting CP | 6                | 1941, 1948, 1954, 1974, 1982 i 2002                               |

### Rosja
Tabela zawiera wyniki osiągnięte po rozpadzie Związku Radzieckiego. Dublety sprzed roku 1991 umieszczone są w wynikach ZSRR.
| Nazwa klubu      | Liczba zwycięstw | Lata triumfów     |
| ---------------- | ---------------- | ----------------- |
| Spartak Moskwa   | 3                | 1992, 1994 i 1998 |
| CSKA Moskwa      | 3                | 2005, 2006 i 2013 |
| Zenit Petersburg | 3                | 2010, 2020 i 2024 |

### Rumunia
| Nazwa klubu              | Liczba zwycięstw | Lata triumfów                                         |
| ------------------------ | ---------------- | ----------------------------------------------------- |
| Steaua Bukareszt         | 9                | 1951, 1952, 1976, 1985, 1987, 1988, 1989, 1996 i 1997 |
| Dynamo Bukareszt         | 6                | 1964, 1982, 1984, 1990, 2000 i 2004                   |
| CFR 1907 Cluj            | 2                | 2008, 2010                                            |
| CS Universitatea Craiova | 2                | 1981, 1991                                            |
| Ripensia Timișoara       | 1                | 1936                                                  |
| UT Arad                  | 1                | 1948                                                  |

### Serbia
Za czasów istnienia Jugosławii, w jednej lidze grały ze sobą drużyny z kilku współczesnych państw – Bośni i Hercegowiny, Chorwacji, Czarnogóry, Macedonii, Serbii i Słowenii. Tylko serbskie drużyny zdobywały dublety – Crvena zvezda pięciokrotnie, a FK Partizan tylko raz, w 1947 roku.
Po rozpadzie Jugosławii, w serbsko-czarnogórskiej lidze również te dwie ekipy sięgały po dublet. Z kolei po odłączeniu Czarnogóry w 2006 roku, udało się to osiągnąć tylko Partizanowi.
| Nazwa klubu   | Liczba zwycięstw | Lata triumfów                                                                       |
| ------------- | ---------------- | ----------------------------------------------------------------------------------- |
| Crvena zvezda | 14               | 1959, 1964, 1968, 1970, 1990, 1995, 2001, 2004, 2006, 2007, 2021, 2022, 2023 i 2024 |
| FK Partizan   | 6                | 1947, 1994, 2008, 2009, 2011 i 2017                                                 |

### Słowacja
| Nazwa klubu       | Liczba zwycięstw | Lata triumfów                                   |
| ----------------- | ---------------- | ----------------------------------------------- |
| Slovan Bratysława | 8                | 1955, 1974, 1994, 1999, 2011, 2013, 2020 i 2021 |
| Inter Bratysława  | 2                | 2000, 2001                                      |
| Trenčín           | 2                | 2015, 2016                                      |
| Spartak Trnawa    | 1                | 1971                                            |
| Ružomberok        | 1                | 2006                                            |
| Petržalka         | 1                | 2008                                            |
| Žilina            | 1                | 2012                                            |

### Słowenia
Po rozpadzie Jugosławii w latach 90., słoweński dublet zdobywały trzy kluby – Maribor w 1997, 1999, 2012 i 2013. Olimpija w roku 1993 i Olimpija Lublana w roku 2018.

### Stany Zjednoczone
| Nazwa klubu          | Liczba zwycięstw | Lata triumfów                                                                                       |
| -------------------- | ---------------- | --------------------------------------------------------------------------------------------------- |
| D.C. United          | 3                | 1996 (MLS Cup, US Open Cup), 1997 (Supporters Shield, MLS Cup) i 1999 (Supporters Shield, MLS Cup)  |
| Los Angeles Galaxy   | 3                | 2002 (Supporters Shield, MLS Cup), 2005 (MLS Cup, US Open Cup) i 2011 (Supporters' Shield, MLS Cup) |
| Chicago Fire         | 2                | 1998 (MLS Cup, US Open Cup), 2003 (Supporters Shield, US Open Cup)                                  |
| Sporting Kansas City | 1                | 2000 (Supporters Shield, MLS Cup)                                                                   |
| Columbus Crew        | 1                | 2008 (Supporters Shield, MLS Cup)                                                                   |
| Seattle Sounders     | 1                | 2014 (Supporters Shield, US Open Cup)                                                               |
| FC Dallas            | 1                | 2016 (Supporters Shield, US Open Cup)                                                               |
| Los Angeles FC       | 1                | 2022 (Supporters Shield, MLS Cup)                                                                   |

### Szkocja
| Nazwa klubu | Liczba zwycięstw | Lata triumfów |
| ----------- | ---------------- | --- |
| Celtic      | 21               | 1907, 1908, 1914, 1954, 1967, 1969, 1971, 1972, 1974, 1977, 1988, 2001, 2004, 2007, 2013, 2017, 2018, 2019, 2020, 2023 i 2024 |
| Rangers     | 18               | 1928, 1930, 1934, 1935, 1949, 1950, 1953, 1963, 1964, 1976, 1978, 1992, 1993, 1996, 1999, 2000, 2003 i 2009                   |
| Aberdeen    | 1                | 1984 |

### Turcja
| Nazwa klubu | Liczba zwycięstw | Lata triumfów                             |
| ----------- | ---------------- | ----------------------------------------- |
| Galatasaray | 7                | 1963, 1973, 1993, 1999, 2000, 2015 i 2019 |
| Beşiktaş    | 3                | 1990, 2009 i 2021                         |
| Fenerbahçe  | 3                | 1968, 1974 i 1983                         |
| Trabzonspor | 2                | 1977, 1984                                |

### Ukraina
Przed rozpadem Związku Radzieckiego ukraińskie kluby należały do ligi radzieckiej. Dynamo Kijów to jeden z dwóch zespołów nie pochodzących z Rosji, które zdobyły radziecki dublet i to czterokrotnie – w latach 1966, 1974, 1985 i 1990. Zespół ten zdobył także dziewięć tytułów po 1992 roku.
| Nazwa klubu      | Liczba zwycięstw | Lata triumfów                                         |
| ---------------- | ---------------- | ----------------------------------------------------- |
| Dynamo Kijów     | 9                | 1993, 1996, 1998, 1999, 2000, 2003, 2007, 2015 i 2021 |
| Szachtar Donieck | 9                | 2002, 2008, 2011, 2012, 2013, 2017, 2018, 2019 i 2024 |

### Walia
| Nazwa klubu         | Liczba zwycięstw | Lata triumfów                                   |
| ------------------- | ---------------- | ----------------------------------------------- |
| The New Saints F.C. | 8                | 2004, 2012, 2014, 2015, 2016, 2019, 2022 i 2023 |
| Cardiff City        | 4                | 1923, 1967, 1968 i 1970                         |
| Barry Town          | 4                | 1997, 2001, 2002 i 2003                         |
| Swansea City        | 1                | 1913                                            |
| Lovell's Athletic   | 1                | 1948                                            |
| Newport County      | 1                | 1980                                            |
| Rhyl                | 1                | 2005                                            |

### Wenezuela
| Nazwa klubu              | Liczba zwycięstw | Lata triumfów     |
| ------------------------ | ---------------- | ----------------- |
| Portuguesa               | 3                | 1973, 1976 i 1977 |
| Caracas                  | 2                | 1994, 2009        |
| Deportivo Petare         | 1                | 1961              |
| Unión Deportiva Canarias | 1                | 1968              |
| Deportivo Galicia        | 1                | 1969              |
| Estudiantes de Mérida    | 1                | 1985              |
| CS Marítimo de Venezuela | 1                | 1988              |

### Włochy
We Włoszech zdobycie dubletu równoznaczne jest ze zwycięstwem w Serie A oraz zdobyciem tytułu mistrzowskiego Coppa Italia. W 2006 roku Inter Mediolan zajął trzecie miejsce w lidze, ale był jednocześnie najlepszym zespołem niezamieszanym w aferę korupcyjną. W 2010 klub ten zdobył potrójną koronę – poza krajowym dubletem, gracze z Mediolanu osiągnęli również triumf w Lidze Mistrzów.
| Nazwa klubu    | Liczba zwycięstw | Lata triumfów                       |
| -------------- | ---------------- | ----------------------------------- |
| Juventus       | 6                | 1960, 1995, 2015, 2016, 2017 i 2018 |
| Inter Mediolan | 2                | 2006, 2010                          |
| Torino FC      | 1                | 1943                                |
| SSC Napoli     | 1                | 1987                                |
| S.S. Lazio     | 1                | 2000                                |

### Wyspy Owcze
| Nazwa klubu        | Liczba zwycięstw | Lata triumfów                                                                 |
| ------------------ | ---------------- | ----------------------------------------------------------------------------- |
| HB Tórshavn        | 13               | 1955, 1963, 1964, 1971, 1973, 1975, 1978, 1981, 1982, 1988, 1998, 2004 i 2020 |
| KÍ Klaksvík        | 3                | 1966, 1967 i 1999                                                             |
| Gøtu Ítróttarfelag | 2                | 1983, 1996                                                                    |
| TB Tvøroyri        | 1                | 1977                                                                          |
| B36 Tórshavn       | 1                | 2001                                                                          |
| EB/Streymur        | 1                | 2008                                                                          |

### ZSRR
Największą liczbę dubletów w czasach istnienia Związku Radzieckiego posiada ukraińskie dziś Dynamo Kijów. Poza nią, podwójną koronę zdobyło jeszcze pięć innych zespołów, w tym cztery moskiewskie.
| Nazwa klubu    | Liczba zwycięstw | Lata triumfów           |
| -------------- | ---------------- | ----------------------- |
| Dynamo Kijów   | 4                | 1966, 1974, 1985 i 1990 |
| Spartak Moskwa | 3                | 1938, 1939 i 1958       |
| CSKA Moskwa    | 3                | 1948, 1951 i 1991       |
| Dinamo Moskwa  | 1                | 1937                    |
| Torpedo Moskwa | 1                | 1960                    |
| Ararat Erywań  | 1                | 1973                    |

## Zwycięstwa w lidze i Pucharze Ligi
Rzadziej za dublet uznaje się mistrzostwo ligowe najwyższej kategorii oraz triumf w Pucharze Ligi. Tym bardziej, że te drugie rozgrywki w ogóle nie mają miejsca (we Włoszech lub Holandii) albo zostały usunięte z kalendarza turniejowego (jak choćby w Polsce, Hiszpanii, czy Danii). Format Pucharów Ligi i liczba drużyn biorących w nim udział może znacząco się różnić, w zależności od państwa.
| Nazwa klubu               | Kraj                         | Liczba zwycięstw | Lata triumfów                                                                                        |
| ------------------------- | ---------------------------- | ---------------- | --- |
| Rangers                   | Szkocja                      | 17               | 1947, 1948, 1961, 1964, 1976, 1978, 1987, 1989, 1991, 1993, 1994, 1997, 1999, 2003, 2005, 2010, 2011 |
| Celtic Glasgow            | Szkocja                      | 15               | 1966, 1967, 1968, 1969, 1970, 1998, 2001, 2006, 2015, 2017, 2018, 2019, 2020, 2022, 2023             |
| The New Saints            | Walia                        | 7                | 2006, 2010, 2015, 2016, 2017, 2018, 2024                                                             |
| Shamrock Rovers           | Irlandia                     | 6                | 1925, 1927, 1932, 1938, 1957, 1964                                                                   |
| Linfield                  | Irlandia Północna            | 6                | 1987, 1994, 2000, 2006, 2008, 2019                                                                   |
| Bohemian                  | Irlandia                     | 5                | 1924, 1928, 1934, 1975, 2009                                                                         |
| Paris Saint-Germain       | Francja                      | 5                | 2014, 2015, 2016, 2018, 2020                                                                         |
| Tokyo Verdy               | Japonia                      | 4                | 1991, 1992, 1993, 1994                                                                               |
| Sunrise                   | Mauritius                    | 4                | 1990, 1992, 1996, 1997                                                                               |
| SL Benfica                | Portugalia                   | 4                | 2010, 2014, 2015, 2016                                                                               |
| Manchester City           | Anglia                       | 4                | 2014, 2018, 2019, 2021                                                                               |
| Liverpool                 | Anglia                       | 3                | 1982, 1983, 1984                                                                                     |
| Barry Town                | Walia                        | 3                | 1997, 1998, 1999                                                                                     |
| Bayern Monachium          | Niemcy                       | 3                | 1997, 1999, 2000                                                                                     |
| Kaizer Chiefs             | Republika Południowej Afryki | 3                | 1984, 1989, 2004                                                                                     |
| FH                        | Islandia                     | 3                | 2004, 2006, 2009                                                                                     |
| Buriram United            | Tajlandia                    | 3                | 2011, 2013, 2015                                                                                     |
| Maccabi Hajfa             | Izrael                       | 3                | 1994, 2006, 2022                                                                                     |
| Shelbourne                | Irlandia                     | 2                | 1926, 1944                                                                                           |
| Yokohama F. Marinos       | Japonia                      | 2                | 1989, 1990                                                                                           |
| Mamelodi Sundowns         | Republika Południowej Afryki | 2                | 1990, 1999                                                                                           |
| W Connection              | Trynidad i Tobago            | 2                | 2001, 2005                                                                                           |
| Glentoran                 | Irlandia Północna            | 2                | 2003, 2005                                                                                           |
| Sun Hei                   | Hongkong                     | 2                | 2004, 2005                                                                                           |
| AS Port-Louis 2000        | Mauritius                    | 2                | 2004, 2005                                                                                           |
| Suwon Samsung Bluewings   | Korea Południowa             | 2                | 1999, 2008                                                                                           |
| Curepipe                  | Mauritius                    | 2                | 2007, 2008                                                                                           |
| Cliftonville              | Irlandia Północna            | 2                | 2013, 2014                                                                                           |
| Dundalk                   | Irlandia                     | 2                | 1967, 2014                                                                                           |
| Chelsea                   | Anglia                       | 2                | 2005, 2015                                                                                           |
| Kitchee                   | Hongkong                     | 2                | 2012, 2015                                                                                           |
| Pamplemousses             | Mauritius                    | 2                | 2010, 2017                                                                                           |
| Maccabi Tel Awiw          | Izrael                       | 2                | 2015, 2019                                                                                           |
| Cork United               | Irlandia                     | 1                | 1943                                                                                                 |
| Hearts                    | Szkocja                      | 1                | 1960                                                                                                 |
| Beşiktaş                  | Turcja                       | 1                | 1966                                                                                                 |
| Waterford                 | Irlandia                     | 1                | 1969                                                                                                 |
| FC Basel                  | Szwajcaria                   | 1                | 1972                                                                                                 |
| Crvena zvezda             | Serbia                       | 1                | 1973                                                                                                 |
| Nottingham Forest         | Anglia                       | 1                | 1978                                                                                                 |
| Urawa Red Diamonds        | Japonia                      | 1                | 1978                                                                                                 |
| Servette                  | Szwajcaria                   | 1                | 1979                                                                                                 |
| Zürich                    | Szwajcaria                   | 1                | 1981                                                                                                 |
| Athlone Town              | Irlandia                     | 1                | 1983                                                                                                 |
| Maccabi Netanja           | Izrael                       | 1                | 1983                                                                                                 |
| United Ichihara Chiba     | Japonia                      | 1                | 1986                                                                                                 |
| Spartak Moskwa            | Rosja                        | 1                | 1987                                                                                                 |
| Air Force Central         | Tajlandia                    | 1                | 1987                                                                                                 |
| Derry City                | Irlandia                     | 1                | 1989                                                                                                 |
| Al-Talaba                 | Irak                         | 1                | 1993                                                                                                 |
| Haka                      | Finlandia                    | 1                | 1995                                                                                                 |
| Portadown                 | Irlandia Północna            | 1                | 1996                                                                                                 |
| ÍA                        | Islandia                     | 1                | 1996                                                                                                 |
| Al-Quwa Al-Jawiya         | Irak                         | 1                | 1997                                                                                                 |
| Crusaders                 | Irlandia Północna            | 1                | 1997                                                                                                 |
| Busan IPark               | Korea Południowa             | 1                | 1997                                                                                                 |
| HJK                       | Finlandia                    | 1                | 1997                                                                                                 |
| IBV                       | Islandia                     | 1                | 1997                                                                                                 |
| Beitar Jerozolima         | Izrael                       | 1                | 1998                                                                                                 |
| Mohun Bagan               | Indie                        | 1                | 1998                                                                                                 |
| Fire Brigade              | Mauritius                    | 1                | 1999                                                                                                 |
| Al-Zawraa                 | Irak                         | 1                | 2000                                                                                                 |
| RSC Anderlecht            | Belgia                       | 1                | 2000                                                                                                 |
| Polonia Warszawa          | Polska                       | 1                | 2000                                                                                                 |
| Kashima Antlers           | Japonia                      | 1                | 2000                                                                                                 |
| Happy Valley              | Hongkong                     | 1                | 2001                                                                                                 |
| Wisła Kraków              | Polska                       | 1                | 2001                                                                                                 |
| Legia Warszawa            | Polska                       | 1                | 2002                                                                                                 |
| Rhyl                      | Walia                        | 1                | 2004                                                                                                 |
| Brøndby IF                | Dania                        | 1                | 2005                                                                                                 |
| Inter Turku               | Finlandia                    | 1                | 2008                                                                                                 |
| South China               | Hongkong                     | 1                | 2008                                                                                                 |
| Girondins Bordeaux        | Francja                      | 1                | 2009                                                                                                 |
| Manchester United         | Anglia                       | 1                | 2009                                                                                                 |
| Melbourne Victory         | Australia                    | 1                | 2009                                                                                                 |
| FC Seoul                  | Korea Południowa             | 1                | 2010                                                                                                 |
| Debreczyn                 | Węgry                        | 1                | 2010                                                                                                 |
| Olympique Marsylia        | Francja                      | 1                | 2010                                                                                                 |
| Étoile                    | Singapur                     | 1                | 2010                                                                                                 |
| Orlando Pirates           | Republika Południowej Afryki | 1                | 2011                                                                                                 |
| Salgaocar                 | Indie                        | 1                | 2011                                                                                                 |
| Ironi Kiryat Szmona       | Izrael                       | 1                | 2012                                                                                                 |
| Lincoln Red Imps          | Gibraltar                    | 1                | 2014                                                                                                 |
| Gamba Osaka               | Japonia                      | 1                | 2014                                                                                                 |
| Al-Ahli Dubaj             | Zjednoczone Emiraty Arabskie | 1                | 2014                                                                                                 |
| Steaua Bukareszt          | Rumunia                      | 1                | 2015                                                                                                 |
| Albirex Niigata Singapore | Singapur                     | 1                | 2016                                                                                                 |
| Muangthong United         | Tajlandia                    | 1                | 2016                                                                                                 |
| Valur                     | Islandia                     | 1                | 2018                                                                                                 |
| KR                        | Islandia                     | 1                | 2019                                                                                                 |
| Sporting CP               | Portugalia                   | 1                | 2021                                                                                                 |

## Dublety europejskie

### Dublet europejski
Dublet europejski jest równoznaczny ze zdobyciem mistrzowskiego tytułu w krajowej lidze oraz w Lidze Mistrzów w tym samym roku kalendarzowym. Taka sytuacja miała już miejsce 28 razy - najwięcej z nich, pięć, to dobytek FC Barcelona. AFC Ajax i Real Madryt to z kolei zespoły, które "obroniły" europejski dublet, tj. zdobywały go rok po roku. Jose Mourinho jest natomiast jedynym trenerem, który zdobył europejskie dublety z dwoma różnymi zespołami – FC Porto w 2004 roku oraz z Interem Mediolan w 2010 roku.
| Nazwa klubu       | Kraj       | Liczba zwycięstw | Lata triumfów                 |
| ----------------- | ---------- | ---------------- | ----------------------------- |
| FC Barcelona      | Hiszpania  | 5                | 1992, 2006, 2009, 2011 i 2015 |
| Bayern Monachium  | Niemcy     | 4                | 1974, 2001, 2013 i 2020       |
| Real Madryt       | Hiszpania  | 4                | 1957, 1958, 2017 i 2022       |
| AFC Ajax          | Holandia   | 3                | 1972, 1973 i 1995             |
| Inter Mediolan    | Włochy     | 2                | 1965, 2010                    |
| Liverpool         | Anglia     | 2                | 1977, 1984                    |
| Manchester United | Anglia     | 2                | 1999, 2008                    |
| SL Benfica        | Portugalia | 1                | 1961                          |
| Celtic Glasgow    | Szkocja    | 1                | 1967                          |
| Hamburger SV      | Niemcy     | 1                | 1983                          |
| Steaua Bukareszt  | Rumunia    | 1                | 1986                          |
| PSV Eindhoven     | Holandia   | 1                | 1988                          |
| Crvena zvezda     | Serbia     | 1                | 1991                          |
| AC Milan          | Włochy     | 1                | 1994                          |
| FC Porto          | Portugalia | 1                | 2004                          |

### Mistrzostwo kraju i Ligi Europejskiej
Europejskim dubletem niższej wagi uznaje się mistrzostwo w krajowej lidze oraz zdobycie tytułu mistrza Ligi Europejskiej (do 2009 Puchar UEFA). Taka sytuacja miała miejsce piętnaście razy.
| Nazwa klubu              | Kraj       | Liczba zwycięstw | Lata triumfów |
| ------------------------ | ---------- | ---------------- | ------------- |
| Liverpool                | Anglia     | 2                | 1973, 1976    |
| IFK Göteborg             | Szwecja    | 2                | 1982, 1987    |
| FC Porto                 | Portugalia | 2                | 2003, 2011    |
| Feyenoord                | Holandia   | 1                | 1974          |
| Borussia Mönchengladbach | Niemcy     | 1                | 1975          |
| Juventus                 | Włochy     | 1                | 1977          |
| PSV Eindhoven            | Holandia   | 1                | 1978          |
| Real Madryt              | Hiszpania  | 1                | 1986          |
| Galatasaray SK           | Turcja     | 1                | 2000          |
| Valencia                 | Hiszpania  | 1                | 2004          |
| CSKA Moskwa              | Rosja      | 1                | 2005          |
| Zenit Petersburg         | Rosja      | 1                | 2008          |

## Ogólna liczba dubletów klubowych
| Nazwa klubu                  | Kraj                          | Liczba zwycięstw |
| ---------------------------- | ----------------------------- | ---------------- |
| Linfield                     | Irlandia Północna             | 25               |
| South China                  | Hongkong                      | 22               |
| Celtic                       | Szkocja                       | 19               |
| Rangers                      | Szkocja                       | 18               |
| Olympiakos                   | Grecja                        | 18               |
| Lincoln Red Imps             | Gibraltar                     | 17               |
| Al-Muharraq                  | Bahrajn                       | 15               |
| Al-Ahly Kair                 | Egipt                         | 15               |
| Lewski Sofia                 | Bułgaria                      | 13               |
| Bayern Monachium             | Niemcy                        | 13               |
| HB Tórshavn                  | Wyspy Owcze                   | 13               |
| Dynamo Kijów                 | Ukraina                       | 13               |
| Dinamo Zagrzeb               | Chorwacja                     | 12               |
| Crvena zvezda                | Serbia                        | 12               |
| Central Sport                | Tahiti                        | 11               |
| CSKA Sofia                   | Bułgaria                      | 11               |
| Djoliba                      | Mali                          | 11               |
| SL Benfica                   | Portugalia                    | 11               |
| Al-Faisaly Amman             | Jordania                      | 11               |
| Al-Ansar                     | Liban                         | 11               |
| Austria Wiedeń               | Austria                       | 10               |
| Al-Merreikh                  | Sudan                         | 10               |
| Dinamo Tbilisi               | Gruzja                        | 10               |
| Rosenborg                    | Norwegia                      | 10               |
| Steaua Bukareszt             | Rumunia                       | 9                |
| AFC Ajax                     | Holandia                      | 9                |
| FC Porto                     | Portugalia                    | 9                |
| Red Bull Salzburg            | Austria                       | 9                |
| Grasshopper                  | Szwajcaria                    | 8                |
| Jeunesse Esch                | Luksemburg                    | 8                |
| Al-Zawraa                    | Irak                          | 8                |
| Harlem United                | Dominika                      | 8                |
| ASEC Mimosas                 | Wybrzeże Kości Słoniowej      | 8                |
| Étoile Filante Wagadugu      | Burkina Faso                  | 8                |
| Panathinaikos                | Grecja                        | 8                |
| Maccabi Tel Awiw             | Izrael                        | 8                |
| Stade Malien                 | Mali                          | 8                |
| FC Barcelona                 | Hiszpania                     | 8                |
| Szachtar Donieck             | Ukraina                       | 8                |
| F91 Dudelange                | Luksemburg                    | 8                |
| Ferencvárosi                 | Węgry                         | 8                |
| Sheriff Tyraspol             | Mołdawia                      | 8                |
| Malmö FF                     | Szwecja                       | 7                |
| Partizani Tirana             | Albania                       | 7                |
| Skonto                       | Łotwa                         | 7                |
| Dynamo                       | Zimbabwe                      | 7                |
| Kaizer Chiefs                | Republika Południowej Afryki  | 7                |
| Sparta Praga                 | Czechy                        | 7                |
| Weymouth Wales               | Barbados                      | 7                |
| Valletta                     | Malta                         | 7                |
| Legia Warszawa               | Polska                        | 7                |
| Dordoj Biszkek               | Kirgistan                     | 7                |
| Galatasaray                  | Turcja                        | 7                |
| Paxtakor Taszkent            | Uzbekistan                    | 7                |
| Slovan Bratysława            | Słowacja                      | 7                |
| The New Saints               | Walia                         | 7                |
| Rapid Wiedeń                 | Austria                       | 6                |
| Shamrock Rovers              | Irlandia                      | 6                |
| Africa Sports                | Wybrzeże Kości Słoniowej      | 6                |
| Dinamo Tirana                | Albania                       | 6                |
| Spartak Moskwa               | Rosja                         | 6                |
| Sporting CP                  | Portugalia                    | 6                |
| St Louisienne                | Reunion                       | 6                |
| Villa                        | Uganda                        | 6                |
| Dinamo Bukareszt             | Rumunia                       | 6                |
| Sahel                        | Niger                         | 6                |
| Club Franciscain             | Martynika                     | 6                |
| CSKA Moscow                  | Rosja                         | 6                |
| APR                          | Rwanda                        | 6                |
| Coton Sport                  | Kamerun                       | 6                |
| Apoel Nikozja                | Cypr                          | 6                |
| Partizan Belgrad             | Serbia                        | 6                |
| FC Basel                     | Szwajcaria                    | 6                |
| Juventus                     | Włochy                        | 6                |
| Magenta                      | Nowa Kaledonia                | 6                |
| Istiklol Duszanbe            | Tadżykistan                   | 6                |
| HJK                          | Finlandia                     | 6                |
| Levadia Tallinn              | Estonia                       | 6                |
| Žalgiris                     | Litwa                         | 6                |
| Nacional                     | Urugwaj                       | 5                |
| Admira Wacker                | Austria                       | 5                |
| Vita Club                    | Demokratyczna Republika Konga | 5                |
| Defence Force                | Etiopia                       | 5                |
| Omonia                       | Cypr                          | 5                |
| Al-Arabi                     | Kuwejt                        | 5                |
| Athletic Bilbao              | Hiszpania                     | 5                |
| Seiko                        | Hongkong                      | 5                |
| Fanja                        | Oman                          | 5                |
| Floriana                     | Malta                         | 5                |
| Diaraf                       | Senegal                       | 5                |
| Defence Force                | Trynidad i Tobago             | 5                |
| Hearts of Oak                | Ghana                         | 5                |
| Atlético Petróleos de Luanda | Angola                        | 5                |
| Saunders                     | Sri Lanka                     | 5                |
| Ałga                         | Kirgistan                     | 5                |
| Sliema Wanderers             | Malta                         | 5                |
| Costa do Sol                 | Mozambik                      | 5                |
| Wallidan                     | Gambia                        | 5                |
| Al Karama                    | Syria                         | 5                |
| Espérance Tunis              | Tunezja                       | 5                |
| Qadsia                       | Kuwejt                        | 5                |
| Al-Wihdat                    | Jordania                      | 5                |
| St Michel United             | Seszele                       | 5                |
| Piunik                       | Armenia                       | 5                |
| Erchim                       | Mongolia                      | 5                |
| New Radiant                  | Malediwy                      | 5                |
| Auckland City                | Nowa Zelandia                 | 5                |
| Cardiff City                 | Walia                         | 4                |
| Saint-Étienne                | Francja                       | 4                |
| Gor Mahia                    | Kenia                         | 4                |
| Real Madryt                  | Hiszpania                     | 4                |
| Nkana                        | Zambia                        | 4                |
| Saint-Pierroise              | Reunion                       | 4                |
| Motema Pembe                 | Demokratyczna Republika Konga | 4                |
| Mufulira Wanderers           | Zambia                        | 4                |
| Akraness                     | Islandia                      | 4                |
| CSD Colo-Colo                | Chile                         | 4                |
| MTK                          | Węgry                         | 4                |
| Vénus                        | Tahiti                        | 4                |
| Saint-Georges                | Gujana Francuska              | 4                |
| Mazembe                      | Demokratyczna Republika Konga | 4                |
| Barry Town                   | Walia                         | 4                |
| PSV Eindhoven                | Holandia                      | 4                |
| North Village Rams           | Bermudy                       | 4                |
| Hapoel Tel Awiw              | Izrael                        | 4                |
| Notre Dame                   | Barbados                      | 4                |
| Ba                           | Fidżi                         | 4                |
| Al-Hilal                     | Arabia Saudyjska              | 4                |
| Reykjavíkur                  | Islandia                      | 4                |
| Scholars International       | Kajmany                       | 4                |
| Maribor                      | Słowenia                      | 4                |
| Benfica Bissau               | Gwinea Bissau                 | 4                |
| Eastern                      | Hongkong                      | 4                |
| Horoya                       | Gwinea                        | 4                |
| Al-Hilal Omdurman            | Sudan                         | 4                |
| Qarabağ                      | Azerbejdżan                   | 4                |
| FC København                 | Dania                         | 4                |
| Santa Coloma                 | Andora                        | 4                |
| Dundalk                      | Irlandia                      | 4                |
| Łudogorec Razgrad            | Bułgaria                      | 4                |
| Paris Saint-Germain          | Francja                       | 4                |
| Flora                        | Estonia                       | 4                |